# 平子義雄
平子 義雄（ひらこ よしお、1940年7月28日 - 2011年）は、ドイツ文学者、哲学者、環境問題評論家。兵庫県立大学名誉教授。

## 生涯
東京生まれ。東京都立小山台高等学校卒、1963年東京外国語大学ドイツ語科卒、1967年東京大学大学院独文専攻修士課程修了。その後マールブルク大学、ハンブルク大学に学ぶ。
帰国後、大阪教育大学助教授、大阪大学言語文化部助教授、88年東大教養学部助教授、89年教授、1998年姫路工業大学環境人間学部教授、兵庫県立大学環境人間学部教授、名誉教授。
夫人は歌人、教育学者の平子恭子。

## 著書
- 『言葉をめぐり物語をめぐる ペーター・ハントケの世界』鳥影社・ロゴス企画部 叢書フォーゲル 1998
- 『翻訳の原理 異文化をどう訳すか』大修館書店　1999
- 『環境先進的社会とは何か ドイツの環境思想と環境政策を事例に』世界思想社　2002
- 『公共性のパラドックス 私たちこそ公共精神の持ち主』世界思想社　2008
- 『あなたがいてわたしがわたしになる 「人称」と孤独』郁文堂　2012 ISBN 978-4-261-07312-6

共編
- 『リルケー変容の詩人』小松原千里共編　クヴェレ会　ドイツ文学研究叢書 1977

## 参考
- 『駒場1991』